# Miss Égypte
Pour les articles homonymes, voir Miss.

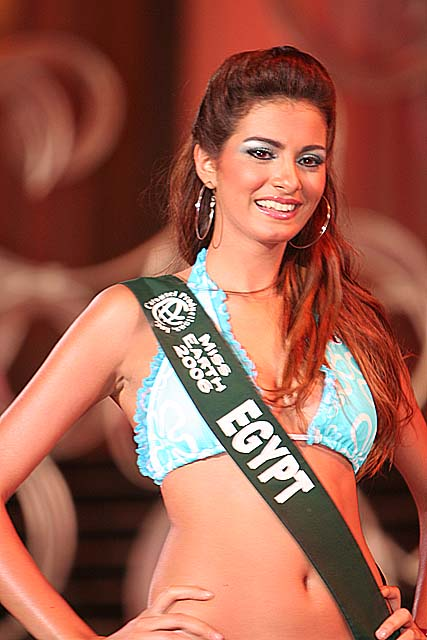
Meriam George, Miss Egypte à l'élection Miss Earth 2006

Miss Égypte est un concours de beauté féminine destiné aux jeunes femmes habitantes et de nationalité égyptienne. Il est tenu depuis 1927 pour désigner la représentante de l'Égypte, dont la lauréate présente principalement le pays aux concours internationaux Miss Univers et Miss Monde.
Depuis 2017, deux élections sont organisées : Miss Univers Égypte dirigée par Hoda Aboud et Miss Égypte Bent Masr dirigée par Amaal Rezk. Miss Égypte Bent Masr 2019 est Alaa Atef et Miss Univers Égypte 2019 est Diana Hamed.

## Palmarès
| Année | Miss Égypte            | Notes             |
| ----- | ---------------------- | ----------------- |
| 1927  | Yolanda Kassar         |                   |
| 1934  | Charlotte Wassef       | Miss Univers 1935 |
| 1953  | Antigone Costanda      | Miss Monde 1954   |
| 1955  | Gladys Hoene           |                   |
| 1956  | Norma Dugo             |                   |
| 1958  | Leila Saad             |                   |
| 1965  | Omaima Emara           |                   |
| 1987  | Hoda Aboud             |                   |
| 1988  | Amina Sami El Shelbaya |                   |
| 1989  | Sally Attah            |                   |
| 1990  | Dalia El Behery (en)   |                   |
| 1992  | Samia Mohamed          |                   |
| 1993  | Lamia Noshi            |                   |
| 1994  | Ghada El Salem         |                   |
| 1995  | Nadia Ezz              |                   |
| 1996  | Hadeel Aboulnaga       |                   |
| 1997  | Amel Shawky Soleiman   |                   |
| 1998  | Karine Fahmy           |                   |
| 1999  | Angie Abdalla (en)     |                   |
| 2001  | Sarah Shaheen (en)     |                   |
| 2003  | Horeya Farghaly        |                   |
| 2004  | Heba El-Sisy           |                   |
| 2005  | Meriam George          |                   |
| 2006  | Fawzia Mohamed         |                   |
| 2007  | Ehsan Hatem            |                   |
| 2008  | Yara Naoum             |                   |
| 2009  | Elham Wagdi            |                   |
| 2010  | Donia Hamed            |                   |
| 2014  | Lara Debbana           |                   |
| 2016  | Nadeen Osama El Sayed  |                   |
| 2017  | Farah Shabaan          |                   |
| 2018  | Nariman Khaled         |                   |
| 2019  | Diana Hamed            |                   |
| 2020  | Aya Abdel Razik        |                   |